# Науменко, Александр Анатольевич
Алекса́ндр Анато́льевич Нау́менко (род. 11 февраля 1956, Ворожба, Сумская область) — советский и российский оперный певец (бас), солист Большого театра РФ.
Заслуженный артист Российской Федерации (2001). Народный артист Российской Федерации (2008).

## Биография
Родился 11 февраля 1956 года в Ворожбе. В 1985 году окончил Московскую консерваторию (класс Г. И. Тица), в 1988 году ассистентуру (рук. Н. Л. Дорлиак). В 1984—1985 годах стажер Большого театра, с 1985 года солист Московской филармонии, с 1990 года солист Большого театра. Выступает как концертирующий певец. Преподаёт в Российской академии музыки им. Гнесиных, доцент, заведующий кафедрой сольного пения.

## Семья
- Единоутробный брат — актёр Николай Добрынин[4].
- Дочь — Александра Науменко, концертмейстер-репетитор «Метрополитен-Опера» Нью-Йорк.
- Сын — валторнист Тарас Науменко, концертмейстер группы валторн в симфоническом оркестре Государственной академической капеллы Санкт-Петербурга.

## Награды и премии
- 1984 — приз «За артистичность» Всесоюзного конкурса вокалистов имени М. И. Глинки
- 1985 — Лауреат Международного конкурса вокалистов в Хертогенбосе (1-я премия и приз имени Элли Амелинг «За лучшее исполнение камерной музыки»)
- 2001 — Заслуженный артист Российской Федерации
- 2008 — Народный артист Российской Федерации

## Дискография
- 1993 — «Игроки», дирижёр Михаил Юровский (Швохнев)

## Ученики
- Солист Московского академического музыкального театра им. К. С. Станиславского и Вл. И. Немировича Данченко Петр Соколов
- Артист Молодежной оперной программы Большого театра России Илья Кутюхин
- Солисты Детского музыкального театра им. Н. И. Сац Антон Варенцов, Александра Антошина